# Streetlife Serenade
Streetlife Serenade är ett musikalbum av Billy Joel som lanserades 1974. På skivan använder sig Joel av moogsynth och keyboards på flera av låtarna. "Root Beer Rag" och "The Mexican Connection" är inspirerade av ragtime-musik. Joel fick en hitsingel i USA med låten "The Entertainer" där texten till stor del kritiserar musikindustrin, bland annat att Joels skivbolag valde att korta ner hans första hit "Piano Man" då den släpptes som singel. Albumet fick negativ kritik av både Robert Christgau och Stephen Holden i Rolling Stone.
Två av albumets låtar, titelspåret och "Los Angelenos" togs med på Joels första livealbum Songs in the Attic 1981.

## Låtlista
(Alla låtar komponerade av Billy Joel)
1. "Streetlife Serenader" – 5:17
2. "Los Angelenos" – 3:41
3. "The Great Suburban Showdown" – 3:44
4. "Root Beer Rag" – 2:59
5. "Roberta" – 4:32
6. "The Entertainer" – 3:48
7. "Last of the Big Time Spenders" – 4:34
8. "Weekend Song" – 3:29
9. "Souvenir" – 2:00
10. "The Mexican Connection" – 3:37

## Listplaceringar
- Billboard 200, USA: #35[3]
- RPM, Kanada: #16[4]